# Großer Krottenkopf
De Großer Krottenkopf is gelegen in Tirol (Oostenrijk) en vormt met zijn 2656 meter de hoogste berg van de Allgäuer Alpen. Hij behoort tot een zijtak van de Hornbachketen, die zich van de Allgäuer hoofdkam ongeveer vijftien kilometer oostwaarts uitstrekt.
Vanuit Oberstdorf kan men de top bereiken via de Kemptner Hütte (1844 m) en de Obere Mädelejoch, een tweedagige bergtocht waarbij alpiene ervaring aangewezen is. Voor wie een eendaagse tocht wil ondernemen naar de top vormt de gemeente Holzgau in het Lechtal een vertrekplaats. De weg door het Höhenbachtal in de richting van de Kemptnerhütte loopt langsheend de Simmswaterval. Kort voor de Mädelejoch takt de weg af naar de Krottenkopfscharte (2350 m). Vanaf hier wordt de weg moeilijker tot aan de top.
De Großer Krottenkopf moet niet worden verward met de in de Beierse Vooralpen gelegen Krottenkopf.